# Savoja-Aosta
Savoja-Aosta (tal. Savoia-Aosta), mlađi ogranak talijanske kraljevske dinastije Savoja-Carignano, koja je 1831. godine postala glavna loza Savojske dinastije. Pobočna linija Savoja-Aosta nastala je 1845. godine kada je sardinski kralj i savojski vojvoda, od 1861. godine talijanski kralj Viktor Emanuel II. (1849. – 1878.) dodijelio mlađem sinu Amadeu I., bivšem španjolskom kralju, naslov vojvode od Aoste. Poslije smrti posljednjeg talijanskog kralja Umberta II. 1983. godine, vojvoda Aimone Savoja-Aosta počeo je zahtijevati vodstvo nad dinastijom, smatrajući da je Umbertov sin Viktor Emanuel prekršio obiteljski zakon te nema više pravo na titulu starješine obitelji. Prema Aimonevom tvrdnjama, pravo na talijansku krunu prešlo bi na članove dinastije Savoja-Aosta, koja bi tim činom trebala postati glavna linija Savojske dinastije.

## Povijest obitelji
Prvi vojvoda od Aoste bio je bivši španjolski kralj Amadeo I., sin talijanskog kralja Viktora Emanuela II. i kraljice Adelaide Austrijske. Godine 1890. naslijedio ga je, kao drugi vojvoda od Aoste, stariji sin Emanuel Filibert (1869. – 1931.). Princ Emanuel Filibert je sudjelovao u Prvom svjetskom ratu za kojeg se istaknuo kao vrstan vojni zapovjednik, zbog čega ga je 1926. godine, premijer Benito Mussolini imenovao maršalom Italije.
Treći vojvoda od Aoste bio je stariji sin Emanuela Filiberta, Amadeo (1898. – 1942.) koji je za vrijeme Drugog svjetskog rata bio imenovan potkraljem Talijanske Istočne Afrike. Umro je u britanskom zarobljeničkom logoru u kenijskom gradu Nairobiju te ga je na položaju vojvode od Aoste naslijedio mlađi brat Aimone Savoja-Aosta (1900. – 1948.), koji je 18. svibnja 1941. godine bio proglašen za kralja Nezavisne Države Hrvatske pod vladarskim imenom Tomislav II. Aimone od Aoste je abdicirao s hrvatskog prijestolja 25. srpnja 1943. godine. Nakon završetka rata, bio je, kao i ostali članovi Savojske dinastije, prisiljen napustiti Italiju te je emigrirao u Argentinu gdje je uskoro umro.
Aimoneov sin, princ Amadeo naslijedio ga je 1948. godine na položaju vojvode od Aoste.

## Popis vladara iz dinastije Savoja-Aosta

### Vojvode od Aoste
- Amadeo I. (1873. – 1890.)
- Emanuel Filibert (1890. – 1931.)
- Amadeo II. (1931. – 1942.)
- Aimone od Aoste (1942. – 1948.)
- Amadeo III. (1948.-....)